# Alk
Alken (latin: Alca torda) er en havfugl i familien alkefugle (Alcidae), og den eneste art i slægten Alca. Arten yngler i kolonier på klipper i tempererede, boreale og lavarktiske kystområder i Nordatlanten.

## I Danmark
Danmarks ynglebestand regnes for sårbar på den danske rødliste 2019. Mens flere hundrede tusinde trækker ind i eller forbi danske farvande om efteråret og vinteren (mest ret langt fra kysten), og Kattegat er et af de vigtigste overvintringsområder for arten, er den forholdsvis sjælden som ynglefugl i Denmark, men antallet er stigende. Historisk ynglede den i kolonier på klipper i Bornholm-området, men forsvandt i slutningen af 1800-tallet. Den genindvandrede igen til Græsholm i 1920'erne og til Hammerknuden i 1996, og i 2018 udgjorde den danske ynglepopulation omkring 1300 par, med langt størstedelen på Græsholm. En lignende udvikling er set for en anden alkefugl, lomvien.